# قاسم روبین
قاسم روبین (متولد اول آذرماه سال ۱۳۲۳ در قزوین) مترجم ایرانی‌ست. او فعالیت ترجمه را از سال ۱۳۵۷ آغاز کرده‌است.

## آثار
- عاشق، مارگریت دوراس، قاسم روبین (مترجم)، ناشر: نیلوفر
- اصول نقاشی با رنگ روغن، خوسه ماریا پارامون، قاسم روبین (مترجم)، ناشر: نشر نی
- نقاشی با مداد رنگی، خوسه ماریا پارامون، قاسم روبین (مترجم)، ناشر: نشر نی
- نقاشی با آبرنگ، خوسه ماریا پارامون، گیلرمو فرسکوئت، قاسم روبین (مترجم)، ناشر: نشر نی
- درد، مارگریت دوراس، قاسم روبین (مترجم)، ناشر: نیلوفر
- جنگ و صلح (دوره ۴ جلدی)، لی یف نیکالایویچ تولستوی، سروش حبیبی (مترجم)، قاسم روبین (ویراستار)، ناشر: نیلوفر
- روش نقاشی سومی، قاسم روبین (مترجم)، ناشر: نشر نی
- نقاشی از منظره، قاسم روبین (مترجم)، ناشر: نشر نی
- نقاشی از روی آثار مشاهیر، قاسم روبین (مترجم)، ناشر: نشر نی
- باران تابستان، مارگریت دوراس، قاسم روبین (مترجم)، ناشر: نیلوفر
- ژیگا ورتوف: سینمای مستند، نیکلای پاولوویچ آبراموف، قاسم روبین (مترجم)، ناشر: ناهید
- فروید، ژان پل سارتر، قاسم روبین (مترجم)، ناشر: ناهید